# Momia Nesi

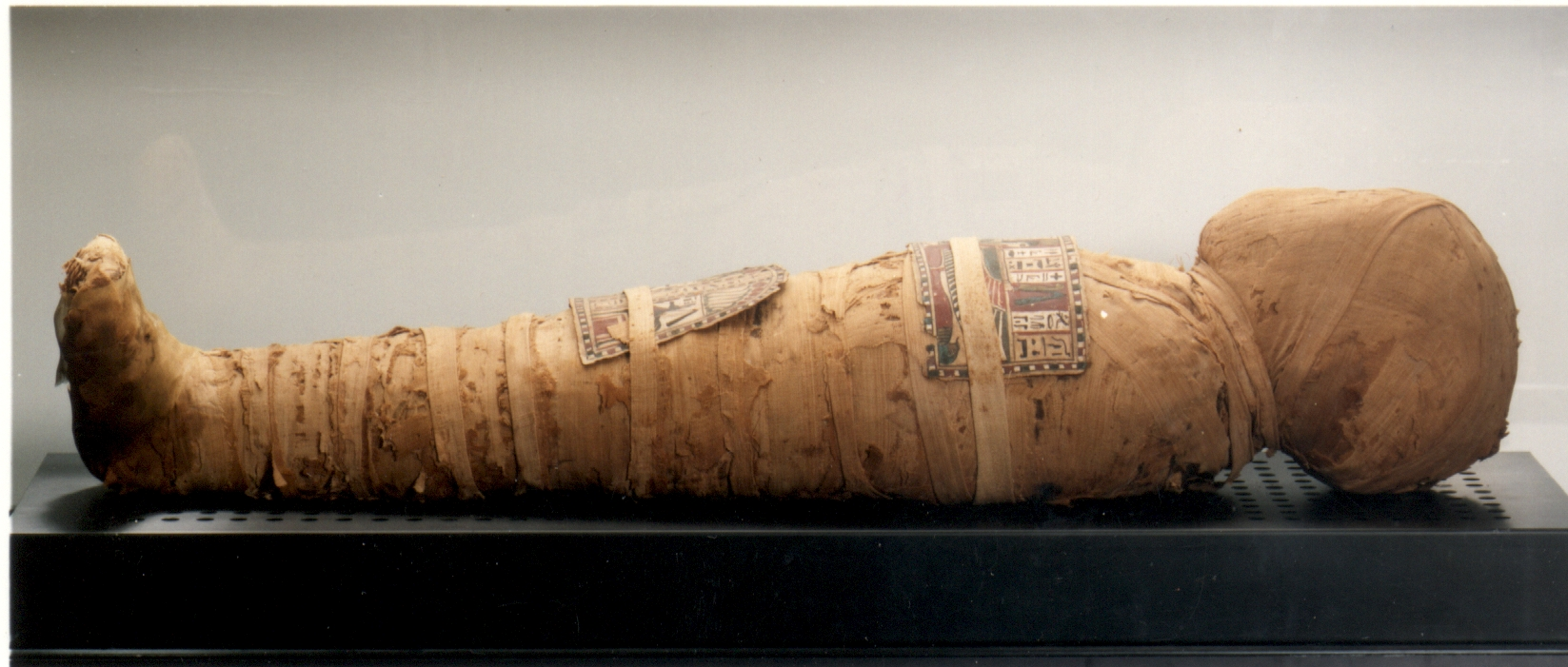
Momia Nesi, Anónimo, s. VI a. C.
Biblioteca Museo Víctor Balaguer, Villanueva y Geltrú.

La momia Nesi es una momia infantil que forma parte de la colección Toda de la Biblioteca Museo Víctor Balaguer de Villanueva y Geltrú (España). La pieza procede de Tebas (Egipto) y según Eduardo Toda, se trata de una momia de niño perteneciente a la dinastía XX.

## Contexto Histórico
La dinastía XX marcó el final del Reino Nuevo (o Imperio Nuevo) del Antiguo Egipto, desde 1186 hasta 1070 a. C., aproximadamente. Lo más destacable de este periodo son el reinado de Ramsés II y la conquista de Nubia, así como la construcción de los templos de Abu Simbel después de la Batalla de Qadesh. El interés por el mundo egipcio se despertó a causa de las excavaciones y posteriores descubrimientos arqueológicos desde principios de la Edad Moderna.

## Historia
La pieza forma parte de la colección de antigüedades egipcias que Eduardo Toda trajo cuando volvió de su estancia como cónsul español en El Cairo, entre 1884 -1886. Según varias fuentes, cuando Toda volvió y tuvo que pasar por la aduana, como no sabía como declarar la momia, la pasó como bacalao seco.
Ese mismo año, 1886, Eduardo Toda dividió la colección y regaló una parte de los objetos al reciente museo vilanovense que había fundado su amigo Víctor Balaguer y el resto lo cedió al Museo Arqueológico Nacional de España.
La primera referencia documental que tenemos de la momia es del 29 de mayo de 1885, momento en que Víctor Balaguer le notificó al bibliotecario, Joan Oliva i Milà, que Eduardo Toda le había regalado la momia. La momia está datada en el Bajo imperio de Egipto, ya que el uso de plantillas de cartón (en este caso, sobre el pecho y las piernas) en las momias empezó en el periodo saita (dinastía XXVI) y se generalizó durante la época grecorromana.

### Presentación en Cataluña
Eduardo Toda dio una conferencia el 16 de mayo de 1886 donde explicó en detalle las excursiones que hizo por Egipto y el significado y uso de los objetos que regaló al Museo Balaguer. Contó que en la expedición arqueológica al Alto Egipto, dirigida por el profesor Gaston Maspero a Deir el-Medina, y cerca de los Colosos de Memnón, el 1 de febrero de 1886, se descubrió la tumba de Sennedjem, un hipogeo intacto desde hacía más de 3.000 años. La cámara funeraria no había sido abierta desde que la cerraron, pues la puerta de madera estaba con el pasador cerrado y sellado. La cámara estaba intacta y conservaba las momias, los sarcófagos, las ofrendas y equipos funerarios. De este sepulcro pertenece la momia Nesi donada al Museo Víctor Balaguer.
En la citada conferencia que dio Eduardo Toda el 16 de mayo de 1886, el arqueólogo atribuyó esta momia a la dinastía XX y tradujo los jeroglíficos de las plantillas que tiene sobre el cuerpo.

## Descripción
La momia Nesi es una momia de un niño de unos 5 años de edad, de sexo indeterminado. Mide unos 83 cm de longitud por 19 de anchura, y unos 15,5 de profundidad. El cuerpo momificado está envuelto con una venda de tela de lino y conserva dos plantillas policromadas con jeroglíficos.

### Plantillas
Las momias, después de ser completamente vendadas, se decoraban con toda una serie de cartones policromados donde había dibujos, jeroglíficos, decoraciones geométricas, etc. Nesi está cubierta por dos de estas plantillas, una sobre el pecho y también las piernas, que se sujetan a partir de unas vendas dispuestas de manera horizontal.

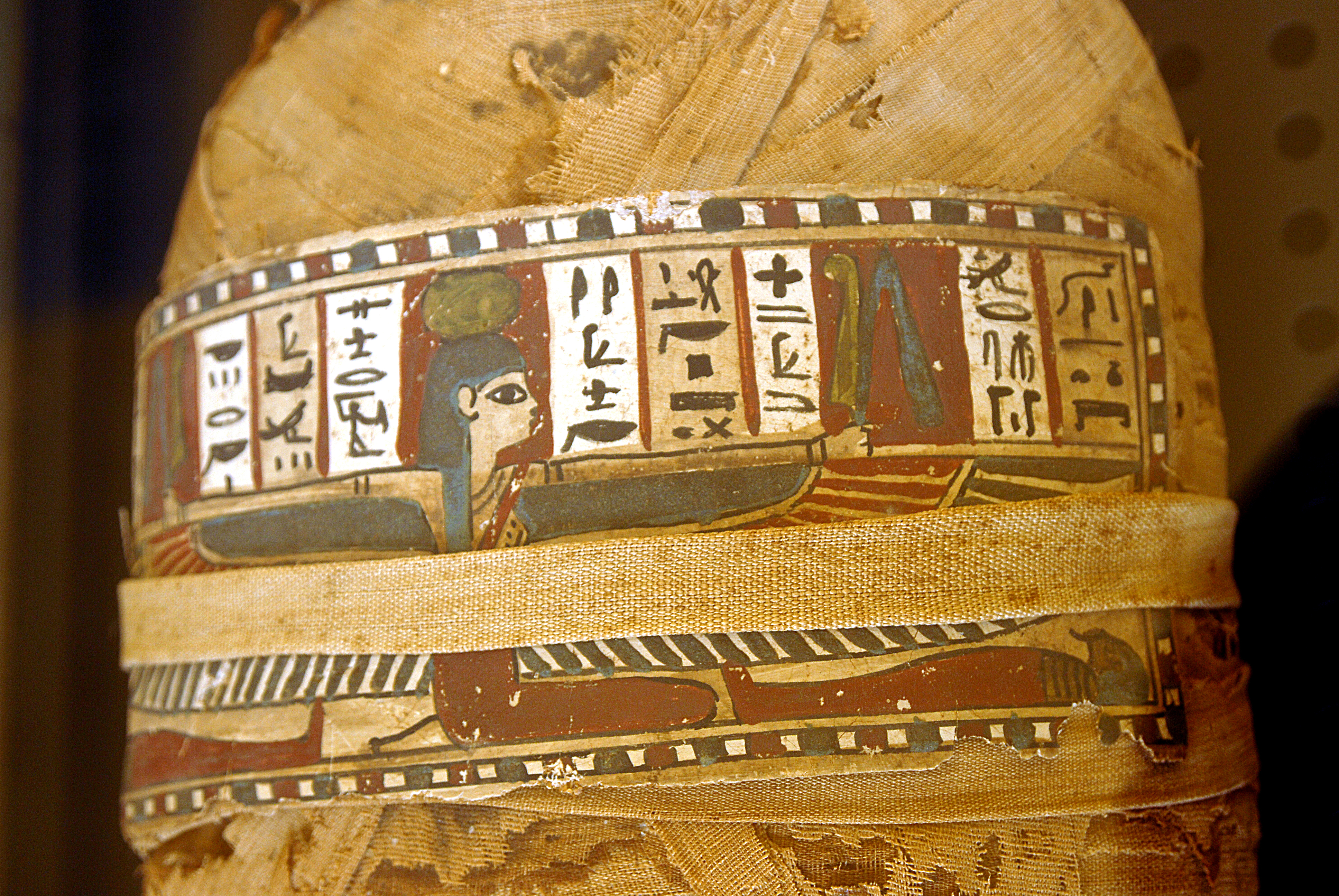
Detalle superior de la plantilla.

La primera plantilla, en la parte superior de la momia, tiene un texto jeroglífico con una fórmula convencional de la diosa Nut protegiendo al difunto. La traducción de los jeroglíficos fueron llevada a cabo por el mismo Eduardo Toda, y sería: "Palabras de la diosa Nut: Estoy aquí para protegerte y me extiendo sobre tuyo rechazando todos los males". La plantilla de la parte inferior, que se encuentra sobre las piernas, dice: "Viva es tu alma, oh Osiris Nesi, justa de voz eternamente".
Los estudios llevados a cabo por Llorenç Baqués determinarán que la transcripción de la plantilla en realidad sería: " Viva es tu alma Osiris... justo de voz, eternamente". La traducción quedaría incompleta, ya que en la plantilla hay un espacio de en blanco, sin jeroglíficos pintados y sin trazas de que lo hubiera habido. Seguramente este espacio en blanco estaría reservado al nombre del difunto. A ambos lados de la
columna del jeroglífico hay dos registros simétricos y afrontados, con un friso de cobras y el chacal Anubis sobre una náos.

### Radiografía

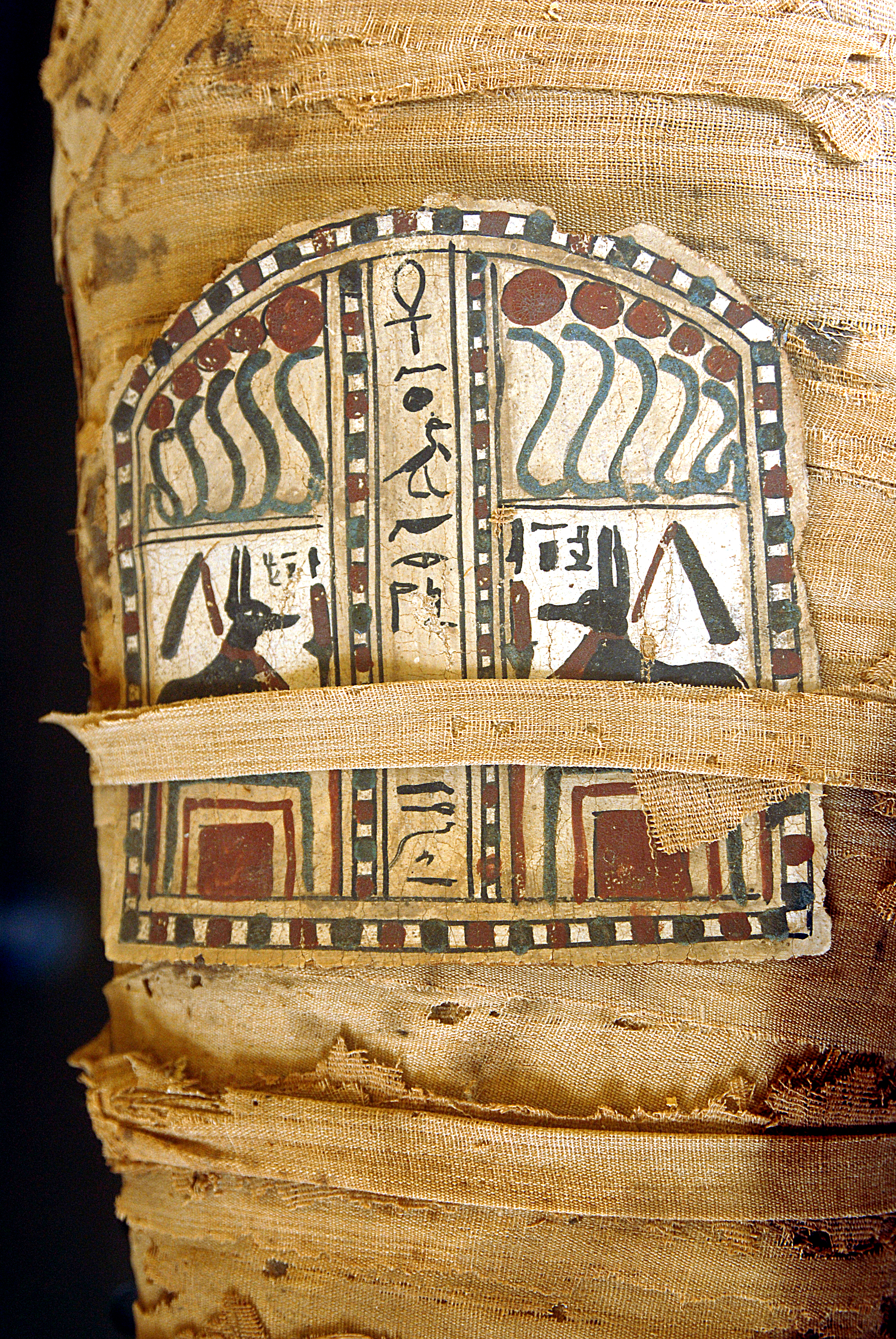
Detalle inferior de la plantilla

La momia fue radiografiada por Porta i Xarrié, y las radiografías fueron estudiadas por Domènec Campillo. Según este autor se trata de la momia de un niño de cinco años de edad, normalmente constituido y sin signos patológicos, por eso no se puede determinar el sexo del niño. En una ficha elaborada por Maria Biscarri se determina que, a partir de las imágenes extraídas de la momia, se puede observar la totalidad del esqueleto que está formado por huesos dislocados a nivel del tronco. En el interior del cráneo se observan unas masas densas occipitales, que probablemente correspondan a sustancias minerales utilizadas en el procedimiento de momificación.

## El nombreNesi
Baqués sugiere que la atribución del nombre de Nesi podría explicarse si la momia hubiera poseído un sarcófago más explícito, pieza que quizás Toda pudo ver pero que no compró por el posible mal estado de conservación de dicho sarcófago. Esta posibilidad quedó confirmada años más tarde con el descubrimiento de la documentación inédita de Toda dónde, por ejemplo, explica que once momias estaban en sus cajas, pero que se fueron deshaciendo antes de llegar al barco donde tenían que transportarlas al museo de Boulaq.
El nombre de Nesi, junto con los otros nombres, como Nesjons, Nesisis, Nesptah, Nespanebauib, etc. se pueden atribuir tanto a hombres como mujeres. Todos estos nombres presentan una relación entre ellos. Por ejemplo, Neisis puede traducirse cómo «él (o ella) pertenece a Isis», Nesptha cómo «él (o ella) pertenece a Ptah», etc. Por lo tanto, Nesi sería la abreviatura de un nombre más largo. Se sabe que a partir de la dinastía XXII era un nombre para hombres y que a partir de la dinastía XVIII fue utilizado para mujeres.

## Conservación
Debido a su fragilidad, en 1986 la Biblioteca Museo Víctor Balaguer, en colaboración con el Getty Research Institute y la empresa de servicios Método, procedieron a mantener la momia en una nueva vitrina, dado que sufría problemas de conservación.

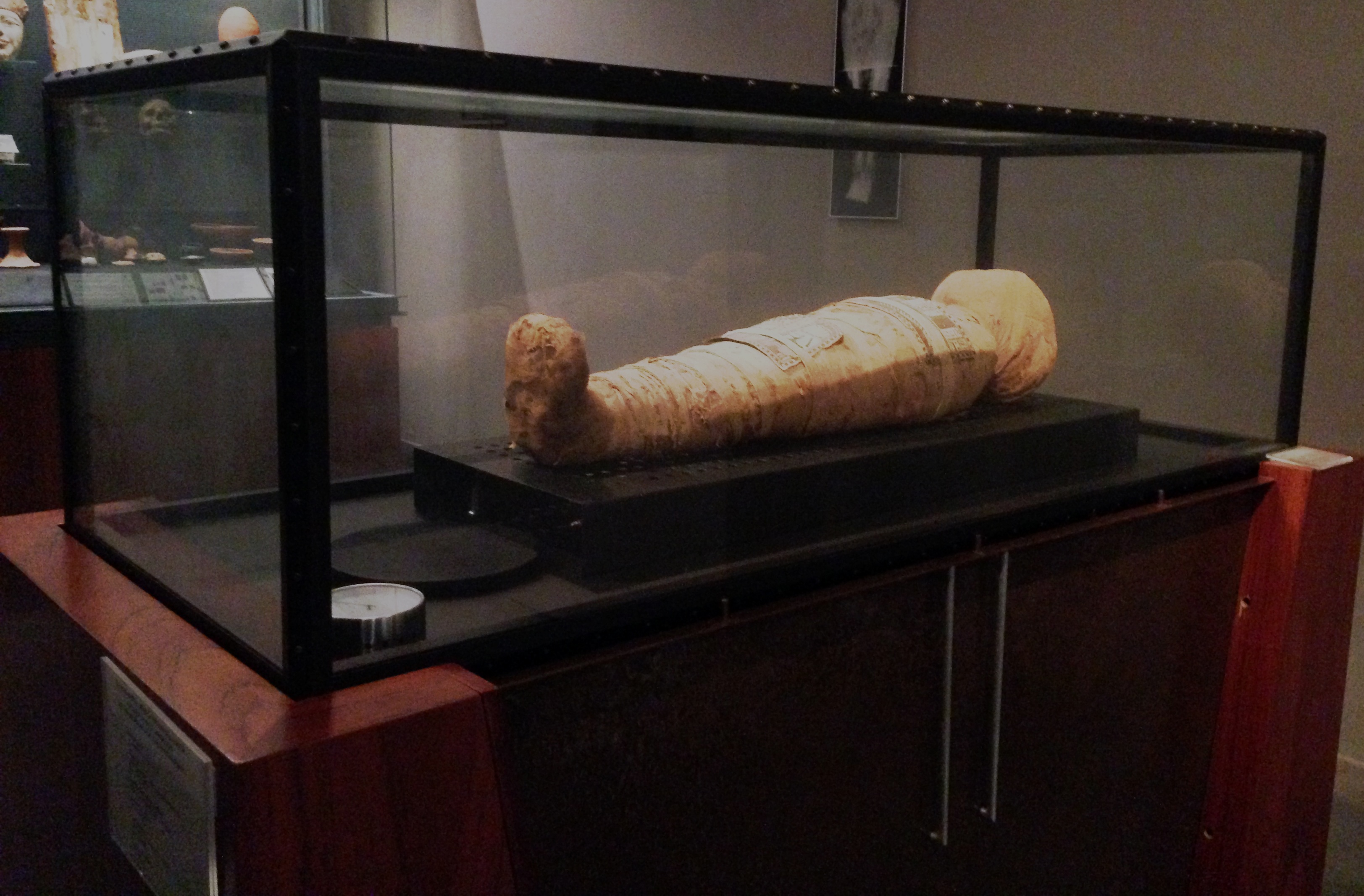
Vista general de la momia Nesi, y de la vitrina actual

La nueva vitrina, sellada herméticamente, posee unos sensores que miden los niveles de oxígeno, humedad relativa y temperatura. Además, dispone de gas inerte y se encuentra totalmente aislado, por lo que todo el oxígeno queda absorbido, protegiendo la pieza de la putrefacción de la materia orgánica. El vidrio de la vitrina dispone de un filtro ultravioleta y un colorante que evita los daños producidos por la luz.

## Icono

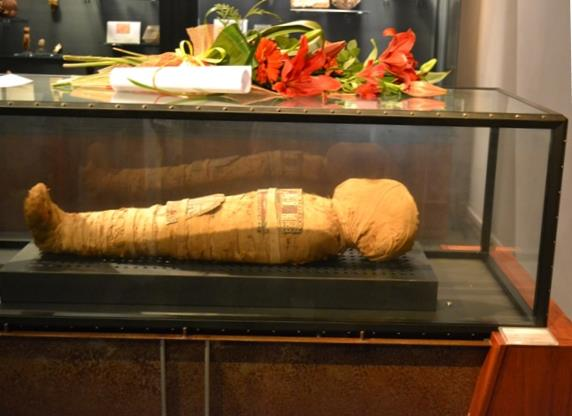
Ofrenda floral a Nesi

Al ser una pieza tan peculiar, la momia Nesi se ha convertido en un símbolo popular de Villanueva y Geltrú. Por ejemplo, recibe anualmente una ofrenda floral por parte de La Unión Vilanovina, entidad que proclamó la momia Nesi como presidenta de Honor de la asociación. Además, es el logotipo de las actividades infantiles que se llevan a cabo en la Biblioteca Museo Víctor Balaguer, el diseño del cual ha sido obra del ilustrador Sebastià Serra.

## Exposiciones
- 1991 — Vida y muerte en el Antiguo Egipto
- 2008 — Del Nilo a Cataluña